# Elaphoglossum villosum
Elaphoglossum villosum é uma espécie de planta do gênero Elaphoglossum e da família Dryopteridaceae.

## Taxonomia
O seguinte sinônimo já foi catalogado:  
- Acrostichum villosum  Sw.

## Forma de vida
É uma espécie epífita e herbácea.

## Conservação
A espécie faz parte da Lista Vermelha das espécies ameaçadas do estado do Espírito Santo, no sudeste do Brasil. A lista foi publicada em 13 de junho de 2005 por intermédio do decreto estadual nº 1.499-R.